# Charles Artus (syndicaliste)
Pour les articles homonymes, voir Charles Artus et Artus.
Cet article possède un paronyme, voir Charles Artus de Bonchamps.
Charles Artus, né le 6 avril 1903 à Croissy-sur-Seine et mort le 21 janvier 1996 à Saint-Mesmes, est un syndicaliste français.

## Biographie

### Formation
Fils d'un menuisier, Charles Artus est d'abord apprenti dans ce même métier, puis passe par l'école Boulle. À partir de 1924, il travaille successivement dans plusieurs entreprises de la région parisienne.

### Militantisme
Il s'engage dans le militantisme au travers du mouvement Amsterdam-Pleyel, dont il est membre du comité national à partir de 1936. Il est alors proche du Parti communiste, auquel il adhèrera ensuite.
Mobilisé en août 1939, il est rendu à la vie civile à la fin de l'été 1940, puis devient chef d'atelier au centre de formation professionnelle de Cachan, en 1941.
Pendant l'Occupation, il participe à la Résistance.

### Syndicalisme
En 1945, il est nommé chef des travaux au centre d'apprentissage de Montrouge, puis devient professeur technique chef de travaux au centre d'apprentissage de La Garenne-Colombes, où il achève sa carrière en 1968.
Celle-ci est cependant marquée par son activité syndicale. En 1945, il devient responsable national de la section des centres d'apprentissages du Syndicat national de l'enseignement technique, affilié à la CGT. Le niveau d'autonomie de cette section est très important, elle constitue presque un syndicat à elle-même et on parle alors souvent du « SNET-apprentissage » pour la désigner.
En 1947, il est à l'origine de la décision du SNET-apprentissage de ne pas organiser de consultation des adhérents sur le maintien à la CGT, qui était l'option majoritaire de sa direction.
Le congrès de la FEN-CGT de 1948 ayant décidé de passer dans l'autonomie « provisoire » après la scission de la CGT et la création de FO, mais de n'autoriser que la double affiliation qu'à titre individuel, Artus estime que cela équivaut à une exclusion du SNET-apprentissage, qui reste affilié à la CGT.
Artus reste secrétaire général du syndicat, devenu le SNET-CGT, puis le SNETP-CGT à partir de 1954, jusqu'en 1956, année où il passe la main à Charles Ravaux.
Il reste alors membre du bureau national du syndicat, avec le titre de « président », qu'il conserve jusqu'en 1966.